# Non ho mai...
Non ho mai... (Never Have I Ever) è una serie televisiva statunitense creata da Mindy Kaling e Lang Fisher.
La serie viene distribuita su Netflix a partire dal 27 aprile 2020.

## Trama
Dopo un anno orribile, Devi Vishwakumar vuole cambiare il suo status sociale, ma gli amici, la famiglia e i sentimenti non le renderanno le cose facili.

## Episodi
| Stagione         | Episodi | Pubblicazione USA | Pubblicazione Italia |
| ---------------- | ------- | ----------------- | -------------------- |
| Prima stagione   | 10      | 2020              | 2020                 |
| Seconda stagione | 10      | 2021              | 2021                 |
| Terza stagione   | 10      | 2022              | 2022                 |
| Quarta stagione  | 10      | 2023              | 2023                 |

## Personaggi e interpreti

### Personaggi principali
- Devi Vishwakumar (stagioni 1-4), interpretata da Maitreyi Ramakrishnan, doppiata da Erica Necci.
Una ribelle studentessa quindicenne di origini indiane al secondo anno di superiori negli Stati Uniti. Dopo un anno orribile, vuole migliorare la sua vita trovando un fidanzato e diventando una ragazza popolare.
- Kamala Nandiwadal (stagioni 1-4), interpretata da Richa Moorjani, doppiata da Letizia Scifoni.
La gentile cugina di Devi che vive a casa sua mentre sta completando il suo dottorato di ricerca in biologia.
- Ben Gross (stagioni 1-4), interpretato da Jaren Lewison, doppiato da Mirko Cannella.
La nemesi di Devi a scuola, appartenente ad una ricca famiglia. È figlio di un famoso avvocato e di una donna d'affari.
- Paxton Hall-Yoshida (stagioni 1-4), interpretato da Darren Barnet, doppiato da Alex Polidori.
Un attraente ed atletico compagno di classe di Devi che sta ripetendo l'anno. È il ragazzo più popolare della scuola e piace moltissimo alle ragazze.
- John McEnroe (stagioni 1-4), interpretato da sé stesso, doppiato da Pasquale Anselmo.
Famoso tennista in passato nonché il narratore della serie e dei pensieri di Devi. Era l'idolo più grande di Mohan, padre defunto di Devi.
- Nalini Vishwakumar (stagioni 1-4), interpretata da Poorna Jagannathan, doppiata da Emanuela Baroni.
La severa e rigida madre di Devi, legata alle tradizioni indiane e alla religione induista.
- Fabiola Torres (stagioni 1-4), interpretata da Lee Rodriguez, doppiata da Veronica Puccio.
Una delle migliori amiche di Devi, amante della scienza, della robotica e dell'informatica.
- Eleanor Wong (stagioni 1-4), interpretata da Ramona Young, doppiata da Emanuela Ionica.
L'altra migliore amica di Devi, amante della recitazione e dei vestiti eccentrici.

### Personaggi ricorrenti
- Jamie Ryan (stagioni 1-4), interpretata da Niecy Nash, doppiata da Antonella Alessandro.
Terapista di Devi.
- Mohan Vishwakumar (stagioni 1-4), interpretato da Sendhil Ramamurthy, doppiato da Alessio Cigliano.
Il padre deceduto di Devi, molto solare e comprensivo, appare nei flashback.
- Steve (stagione 1), interpretato da Eddie Liu, doppiato da Alessandro Campaiola.
Ex fidanzato di Kamala.
- Eve Hjelm (stagioni 1-2, guest star stagione 3), interpretata da Christina Kartchner, doppiata da Mattea Serpelloni.
Interesse amoroso di Fabiola.
- Trent Harrison (stagioni 1-4), interpretato da Benjamin Norris, doppiato da Leonardo Caneva.
Amico di Paxton che in seguito si fidanzerà con Eleanor.
- Jonah Sharpe (stagioni 1-3), interpretato da Dino Petrera, doppiato da Alberto Franco.
Studente omosessuale della scuola di Devi.
- Joyce Wong (stagione 1, guest star stagione 4), interpretata da Jae Suh Park, doppiata da Tatiana Dessi.
La madre di Eleanor.
- Lyle Shapiro (stagioni 1-4), interpretato da Adam Shapiro, doppiato da Alberto Bognanni.
Insegnante di storia della scuola di Devi.
- Preside Grubbs (stagioni 1-4), interpretata da Cocoa Brown, doppiata da Alessandra Cassioli.
La preside della scuola di Devi.
- Eric Perkins (stagioni 1-4), interpretato da Jack Seavor McDonald, doppiato da Daniele De Ambrosis.
Uno studente impopolare della scuola di Devi.
- Rebecca Hall-Yoshida (stagioni 1-3), interpretata da Lily D. Moore, doppiata da Alessandra Bellini.
Sorella adottiva di Paxton affetta da sindrome di Down, sogna di essere stilista di moda.
- Prashant (stagioni 1-3), interpretato da Rushi Kota, doppiato da Manuel Meli.
Ragazzo indiano a cui Kamala è destinata come sposa.
- Shira Liedman (stagioni 1-3), interpretata da Hanna Stein, doppiata da Luisa D'Aprile.
Fidanzata di Ben.
- Vivian Gross (stagione 1), interpretata da Angela Kinsey, doppiata da Michela Alborghetti.
La madre di Ben, molto assente per via dei suoi hobby.
- Howard Gross (stagioni 1, 3), interpretato da Michael Badalucco, doppiato da Luciano Roffi.
Il padre di Ben, molto assente per via del suo lavoro.
- Manish Kulkarni (stagioni 2-4), interpretato da Utkarsh Ambudkar, doppiato da Gabriele Lopez.
Insegnante di inglese di Devi.
- Evan Safstrom (stagione 2), interpretato da P. J. Byrne, doppiato da Luigi Ferraro.
Capo assistente di Kamala al suo nuovo lavoro.
- Aneesa Qureshi (stagioni 2-4), interpretata da Megan Suri, doppiata da Lucrezia Marricchi.
Nuova studentessa alla scuola di Devi.
- Chris Jackson (stagione 2), interpretato da Common, doppiato da Massimo Bitossi.
Dermatologo che lavora con Nalini.
- Nirmala Vishwakumar (stagioni 2-4), interpretata da Ranjita Chakravarty, doppiata da Aurora Cancian.
Madre del defunto Mohan che si trasferisce dall'India a casa di Devi.
- Des (stagione 3), interpretato da Anirudh Pisharody, doppiato da Marco Briglione.
Interesse amoroso di Devi.
- Rhyah (stagione 3), interpretata da Sarayu Blue, doppiata da Eleonora De Angelis.
Madre di Des.
- Ethan Morales (stagione 4), interpretato da Michael Cimino, doppiato da Riccardo Suarez.
Ragazzo ribelle del liceo con il quale Devi ha una breve frequentazione.

## Produzione e distribuzione
La prima stagione della serie è stata distribuita il 27 aprile 2020. A luglio la serie viene rinnovata per una seconda stagione, uscita il 15 luglio del 2021. Prima ancora della messa in onda della seconda stagione, la serie è stata rinnovata per una terza stagione, poi pubblicata il 12 agosto 2022. A marzo 2022 viene annunciato che la serie si sarebbe conclusa con la quarta stagione, che è stata distribuita l'8 giugno 2023.

## Accoglienza
La serie ha ricevuto recensioni positive dalla critica. Su Rotten Tomatoes, la prima stagione detiene una valutazione di approvazione del 95% sulla base di 61 recensioni, con una valutazione media di 7,80/10. Su Metacritic ha un punteggio medio ponderato di 81 su 100, basato su 32 recensioni, che indica "approvazione universale".

## Riconoscimenti
- E! People's Choice Awards
  - 2020 – Candidatura alla miglior serie[12]
  - 2020 – Miglior serie commedia[11][12]